# Jaroměř
Jaroměř (in tedesco Jermer, in polacco Jaromierz) è una città della Repubblica Ceca facente parte del distretto di Náchod, nella regione di Hradec Králové.